# Cryptopenaeus
Cryptopenaeus är ett släkte av kräftdjur. Cryptopenaeus ingår i familjen Solenoceridae.
Kladogram enligt Catalogue of Life:
| Cryptopenaeus | \| \| Cryptopenaeus brevirostris \| \| \| \| \| \| Cryptopenaeus catherinae \| \| \| \| \| \| Cryptopenaeus clevai \| \| \| \| \| \| Cryptopenaeus crosnieri \| \| \| \| \| \| Cryptopenaeus sinensis \| \| \| \| |
|               | \| \| Cryptopenaeus brevirostris \| \| \| \| \| \| Cryptopenaeus catherinae \| \| \| \| \| \| Cryptopenaeus clevai \| \| \| \| \| \| Cryptopenaeus crosnieri \| \| \| \| \| \| Cryptopenaeus sinensis \| \| \| \| |
|               | Gordonella |
|               | |
|               | Hadropenaeus |
|               | |
|               | Haliporoides |
|               | |
|               | Haliporus |
|               | |
|               | Hymenopenaeus |
|               | |
|               | Mesopenaeus |
|               | |
|               | Pleoticus |
|               | |
|               | Solenocera |
|               | |
|               | Cryptopenaeus brevirostris |
|               | |
|               | Cryptopenaeus catherinae |
|               | |
|               | Cryptopenaeus clevai |
|               | |
|               | Cryptopenaeus crosnieri |
|               | |
|               | Cryptopenaeus sinensis |
|               | |

|  | Cryptopenaeus brevirostris |
|  |                            |
|  | Cryptopenaeus catherinae   |
|  |                            |
|  | Cryptopenaeus clevai       |
|  |                            |
|  | Cryptopenaeus crosnieri    |
|  |                            |
|  | Cryptopenaeus sinensis     |
|  |                            |